# Juan José Viamonte
Juan José Viamonte (Buenos Aires, 9 febbraio 1774 – Montevideo, 31 marzo 1843) è stato un politico e militare argentino.Ha partecipato alla lotta contro le invasioni inglesi, nel processo politico della rivoluzione di maggio, nella guerra di indipendenza e nelle guerre civili argentine.

## Biografia
Juan José Viamonte è nato a Buenos Aires il 9 febbraio 1774. Era il figlio del tenente Jaime José Viamonte, originario di Mataro (Catalogna), ma originario di Aragona e fondatore del fortino India Muerta (al Camino Real da Buenos Aires a Cordoba), e Barbara Xaviera porteña González Cabezas. Ha iniziato la sua carriera militare all'età di dodici anni, in seguito alla carriera di suo padre.

### Carriera
Il 20 marzo 1800, sposò Bernardina Chavarría a Buenos Aires. Combatté durante le invasioni inglesi al vicereame del Río de la Plata del 1806 e 1807, in cui gli inglesi furono sconfitti. Durante la Prima Invasione combatté con il grado di tenente, e dopo la sua partecipazione alla seconda invasione, per la sua eccezionale prestazione nella difesa del Collegio di San Carlos, fu promosso capitano.
Ha partecipato al consiglio aperto del 22 maggio 1810, che è culminato nella Rivoluzione di Maggio che ha allontanato il viceré Baltasar Hidalgo de Cisneros.
La Prima Giunta lo incorporò nell'esercito del Nord per fornire assistenza alle province dell'Alto Perù, situate nell'attuale Bolivia. Il 3 novembre 1810, la Junta lo promosse al colonnello, dandogli il comando del 6 ° reggimento di fanteria, che si sarebbe formato a Potosí il 1 ° gennaio 1811.
(Decreto della Giunta)
Partecipò alla battaglia di Huaqui, combattuta il 20 giugno 1811, in cui i patrioti furono sconfitti dai realisti. In questo totale disastro. Viamonte, che ha comandato il reggimento di fanteria n ° 6 nel centro, ha evidenziato quattro società (circa 400 uomini) nella gola di Yuraicoragua per affrontare avanzata nemica gran lunga superiore e evitare di essere tagliato.
Gli uomini hanno affrontato una colonna realistica che comprendeva tra 1.500 e 2.500 uomini, sono stati spazzati dal fuoco in una lotta che non potevano vincere, nemmeno a combattere, scioccati, andarono nel panico.
Dopo questa disastrosa battaglia fu accusato di non essere coinvolgente con le 1500 truppe sotto il suo comando, ordinando esercitazioni militari a breve distanza dal campo di battaglia.
Un Viamonte è stato rimproverato la sua omissione risposto a sua affiliazione saavedrista: il fallimento di Castelli nell'Alto Perù avrebbe impedito il suo trionfale ritorno a Buenos Aires e reinsediato i profughi morenistas ai primi di aprile 1811.
Viamonte si è difeso dicendo questo:
Queste accuse gli fecero trascorrere gli anni seguenti a rispondere di un lungo processo per la sconfitta, per poi essere assolto e reintegrato nelle sue alte posizioni nell'esercito.

### Carriera politica
Nel novembre del 1814, quando la guerra civile era già iniziata contro i federali guidati da José Artigas, fu nominato governatore di Entre Ríos. Non poté dare alcun aiuto al colonnello Manuel Dorrego quando fu sconfitto nella battaglia di Guayabos.
Nel 1815 ha partecipato alla rivoluzione contro il direttore supremo Carlos Maria de Alvear, e poco dopo è stato inviato alla città di Santa Fe per monitorare l'andamento del gruppo federale di 3500 uomini. Il giorno dopo il suo arrivo è morto il governatore Francisco Candioti, che gli ha dato l'opportunità di rendere la provincia di nuovo dipendente da quella di Buenos Aires. Ma l'anno successivo è stato estromesso da una rivolta guidata dal colonnello Mariano Vera e Estanislao López, che ha inviato al campo di prigionia federale di Artigas.
Nel maggio 1818 fu delegato da Buenos Aires al Congresso Nazionale che si era trasferito da Tucumán a Buenos Aires. Lì fu uno degli redattori della Costituzione argentina del 1819, di carattere repubblicano e unitario.
L'anno seguente fu nominato generale in capo dell'esercito di spedizione di Santa Fe, in sostituzione di Juan Ramón Balcarce. Ma Estanislao Lopez immobilizzò l'esercito diretto dalla città di Córdoba da Juan Bautista Bustos e Viamonte, bloccandolo a Rosario, costringendolo a firmare l'armistizio di San Lorenzo.
Dopo la battaglia di Cepeda nel 1820 e prodotto l'Anarchia del Ventesimo Anno, andò in esilio a Montevideo.
Tornò a Buenos Aires alla fine di quello stesso anno. Nel 1821 fu nominato governatore sostituto della provincia di Buenos Aires a causa dell'assenza di Martín Rodríguez.
Fu deputato al Congresso Generale del 1824 e sostenne la Costituzione argentina del 1826, anch'essa di carattere repubblicano e unitario.
Tuttavia, in seguito si unì al partito federale di Manuel Dorrego. Dopo l'esperimento unitario di Juan Lavalle, fu governatore ad interim nel 1829. In quell'ufficio non fece nulla oltre che assicurare l'ascesa al potere di Juan Manuel de Rosas.
Nel 1833, quando il Governatore Balcarce fu rovesciato dalla Rivoluzione della Restaurazione, fu di nuovo governatore. Come il suo predecessore, fu accusato di appartenere al partito dei Lomos Negros, affrontando la Rete Federale, che erano i sostenitori di Rosas. L'influenza di Rosas lo costrinse a dimettersi nel giugno del 1834. Le sue dimissioni non furono accettate perché nessuno voleva prendere il governo. Alla fine, nell'ottobre del 1834, il presidente della legislatura, Manuel Vicente Maza, fu costretto a sostituirlo.
Opposto al regime rosista, nel 1839 andò in esilio a Montevideo e vi morì il 31 marzo 1843, a 69 anni.
Le sue spoglie furono rimpatriate nel 1881 e riposano nel cimitero della Recoleta.